# Principato di Soragna
Il principato di Soragna era un feudo imperiale, situato ai confini con lo Stato Pallavicino, nell'attuale provincia di Parma. Signoria già dal 1198, fu elevata a marchesato il 20 settembre 1347 con diploma dell'imperatore Carlo IV di Lussemburgo (1316-1378) a favore di Ugolotto Lupi.
I Lupi, i cui personaggi più noti sono Raimondino Lupi e Bonifacio Lupi, governarono il piccolo Stato fino al 5 marzo 1514, allorché morì il marchese Diofebo I, privo di eredi diretti, che aveva nominato successore Giampaolo I Meli Lupi, nipote di sua sorella Caterina e di Giovanni Meli che assunsero il nuovo cognome di Meli-Lupi. La loro discendenza è tuttora fiorente. Il 4 agosto 1709 Giuseppe I d'Asburgo conferì a Giampaolo IV il titolo di principe del Sacro Romano Impero. L'ultimo governante sovrano di Soragna è stato Guido IV, a causa dell'abolizione del feudalesimo da parte di Napoleone Bonaparte; si allontanò dal territorio nel 1791 insieme alla moglie principessa Giovanna Borromeo Arese, per poi rientrare, privo del potere temporale, sempre titolare, però, del rango nobiliare e dell'ingente patrimonio.

## Storia

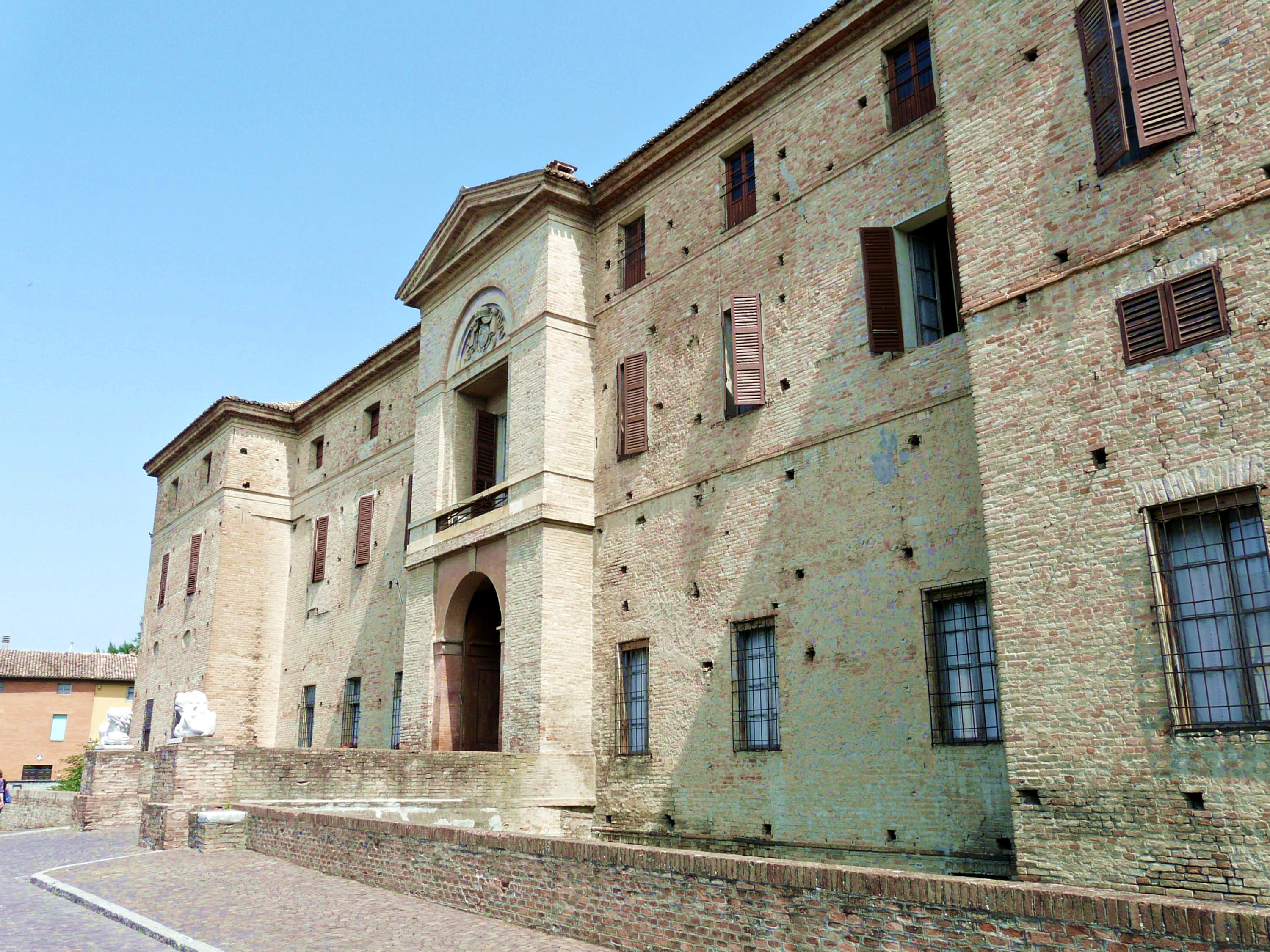
La rocca Meli Lupi di Soragna

Il piccolo feudo di Soragna dal 1545 era un'enclave nel farnesiano ducato di Parma e Piacenza, governato poi dai Borbone. Ebbe varie dispute a causa delle linee di demarcazione del territorio: confinava con lo Stato Pallavicino (fino al 1585), con Borgo San Donnino, con Fontanellato (il torrente Rovacchia fungeva da limite nei confronti della contea dei Sanvitale), con Roccabianca e San Secondo (contea dei Rossi), con il marchesato di Zibello (Pallavicino). Comprendeva, oltre al capoluogo, i borghi di Diolo e Carzeto.

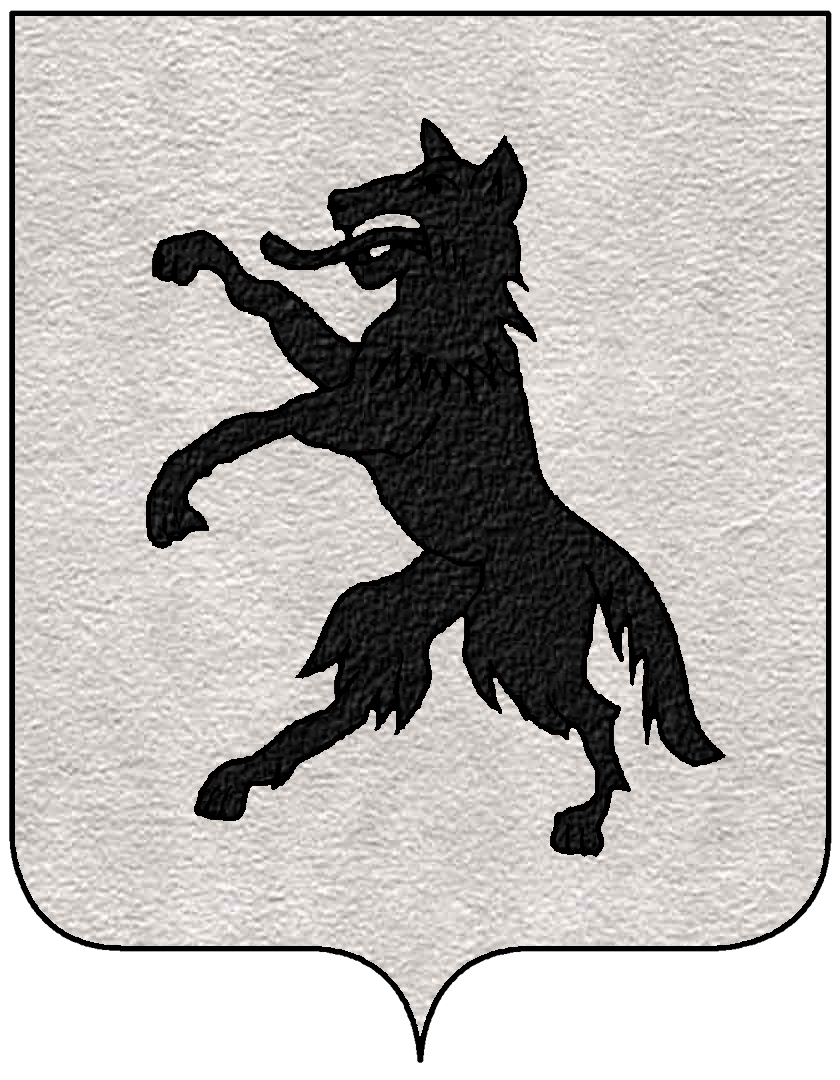
Stemma dei Lupi

Dal probabile capostipite, di provenienza cremonese, dei Lupi, Guido I (1198 circa-1213) e da una Rossi discese Ugolotto. I Lupi detenevano il titolo di signori e ostentavano, non autorizzati, quello di marchesi. Il 20 settembre 1347, l'imperatore Carlo IV sottoscrisse, in Praga, un diploma in cui conferiva a Ugolotto il rango di marchese di Soragna per sé e i suoi discendenti, riconoscendo gli antichi diritti della casata su queste terre, unendo altresì il mero et mixto imperio, la bassa e l'alta giurisdizione e la potestà di spada sui sudditi medesimi.
Ai sensi del decreto, il marchesato soragnese fu confermato con la dignità di feudo imperiale che conservò fino all'occupazione francese con questi privilegi: la facoltà di promulgare un proprio statuto del buono e quieto vivere (emanato, nel 1525, da Giambattista Meli che completò quello del 1470), convalidare l'attività degli ambasciatori di altri Stati, stipulare patti di alleanza o accomandigia, dichiarare guerra, battere moneta (questo si verificò solo nel 1731), imporre tasse e balzelli.
Il marchese aveva, inoltre, la prerogativa di accordare asilo politico, senza paura per il soggetto di essere estradato, nonché di permettere il transito o la sosta nel feudo di truppe straniere.
Il 5 marzo 1514 morì Diofebo I Lupi che dalle due mogli Caterina Pallavicino di Zibello e Caterina Castiglioni di Garlasco non aveva avuto prole: provvide infatti ad adottare quale erede Giampaolo I Meli Lupi, figlio di Ippolita Ponzoni e di Giambattista Meli, nipote di Caterina Lupi (sua sorella) e di Giovanni Meli. Giambattista divenne reggente per il piccolo Giampaolo I di sei anni, che, il 10 aprile 1530, ottenne da Carlo V la dignità di nobile del Sacro Romano Impero, la conferma dell'investitura marchionale, il diritto di chiamarsi Meli Lupi e la concessione di esibire l'aquila imperiale nera bicipite, con coda e ali spiegate, nel nuovo stemma inquartato delle due famiglie. Il marchese, raggiunta la maggiore età, si occupò del benessere dei sudditi, fece fortificare Soragna con una cinta muraria e ristrutturare la rocca.
Una delle dame più colte e raffinate del suo tempo fu Isabella Pallavicino di Cortemaggiore (1549-1623), sposa nel 1568 di Giampaolo II (figlio di Diofebo II e di Cassandra Marinoni, Donna Cenerina) che premorì al padre nel 1571. La signora amò soprattutto la poesia e autori come Niccolò Secchi o Antonio Droghi le dedicarono alcune opere. Si attivò per far stampare una delle prime edizioni della Gerusalemme liberata di Torquato Tasso e fece del castello di Soragna un "cenacolo" intellettuale.

Lo stemma dei Meli Lupi, dal diploma dell'imperatore Carlo VI d'Asburgo (1731)

Il secolo successivo fu triste per il marchesato che dovette vivere gli anni della peste, ospitare nel proprio territorio le truppe imperiali a causa della guerra tra il regno di Francia e il ducato di Savoia, piangere l'improvvisa morte dell'erede sedicenne Gianbattista, unico figlio di Giampaolo IV. La successione spettò al fratello di questi, Nicolò I, e il ragazzo fu sepolto, come altri esponenti della famiglia, nella chiesa dei Serviti. Giampaolo IV fu il primo principe di Soragna dal 4 agosto 1709, nominato anche principe imperiale (essendosi separato nel 1698 da Ottavia Rossi, la prima principessa fu la cognata Cecilia Loredan) dall'imperatore Giuseppe I che, con questa designazione, volle sottolineare che il ducato di Parma e Piacenza era un territorio a sé soggetto e dipendente, e non un feudo del Papa che lo aveva creato per i Farnese. Nel 1731 il principe fece coniare uno scudo d'oro, in pochi esemplari ora rarissimi, con impresso il blasone dell'Impero e quello dei Meli Lupi.
L'emblema araldico dei Lupi era rappresentato in questo modo:
Il blasone dei Meli era siffatto descritto:
 Lo stemma dei Meli Lupi è così illustrato:
Guido IV Meli Lupi fu l'ultimo principe sovrano di Soragna che tenne corte nell'imponente rocca con interni sfarzosi, sita nel borgo, la cui cappella di Santa Croce conserva il sarcofago di Ugolotto. Le milizie feudali e il podestà abbandonarono i propri incarichi: l'occupazione parmigiana, nel 1791, costrinse il feudatario a rinunciare ai suoi poteri, ma mantenne il rango principesco nominale e la proprietà dei beni mobili e immobili della casata. Il principato, dopo il periodo di dominio napoleonico, fu annesso al ducato di Parma e Piacenza.

## Governanti di Soragna (1347-1791)[16]
| Titolo               | Nome                  | Periodo         | Consorte                                                          | Note |
| Signore Marchese     | Ugolotto Lupi         | 1327-1347 -1351 | Legarda Rossi di San Secondo                                      | discendente da Guido I Lupi |
| Marchese             | Raimondino I          | 1347-1379       | Maddalena Caimi                                                   | con il cugino Ugolotto |
| Marchese             | Antonio               | 1347-1412       | Luisina Beccaria, Maddalena Acino Caimi                           | con Ugolotto e Raimondino |
| Marchese             | Bonifacio I           | 1354-1390       | Filippina Lupi, Caterina Francesi di Staggia                      | figlio di Ugolotto, governò con Raimondino ed i cugini Antonio e Simone                                                                                           |
| Marchese             | Francesco             | 1379-1453       | Caterina Biancardi                                                | figlio di Raimondino, governò con Antonio e Bonifacio |
| Marchese             | Raimondino II         | 1453-1488       | Margherita Giorgi                                                 | figlio di Francesco, non ebbe prole |
| Marchese             | Bonifacio II          | 1488-1497       | Costanza degli Uberti                                             | fratello di Raimondino II |
| Marchese             | Diofebo I             | 1497-1514       | Caterina Pallavicino di Zibello, Caterina Castiglioni di Garlasco | privo di figli, fratello di Caterina, ava di Giampaolo I, che adottò                                                                                              |
| Marchese             | Giampaolo I Meli Lupi | 1514-1543       | Isabella Trivulzio                                                | con una prima reggenza del padre Giambattista Meli (1514-1523) |
| Marchese             | Diofebo II            | 1543-1591       | Cassandra Marinoni                                                | |
| Marchese             | Giampaolo III         | 1591-1649       | Beatrice degli Obizzi, Lucrezia Schizzi                           | nipote di Diofebo II, figlio di Giampaolo II, premorto al padre nel 1571, e di Isabella Pallavicino                                                               |
| Marchese             | Diofebo III           | 1649-1681       | Isabella Sanvitale                                                | |
| Marchese I° Principe | Giampaolo IV          | 1681-1709 -1729 | Ottavia Rossi                                                     | nipote di Diofebo III, si separò dalla moglie nel 1698, ebbe un figlio morto precocemente e gli succedette il fratello Nicolò                                     |
| 2º Principe          | Nicolò I              | 1729-1748       | Cecilia Loredan (prima principessa)                               | fratello di Giampaolo IV |
| 3º Principe          | Diofebo IV            | 1748-1764       | Giuliana di Collalto                                              | nipote di Nicolò I |
| 4º Principe          | Guido IV              | 1764-1791       | Giovanna Borromeo Arese                                           | (1741-1819), fu l'ultimo principe sovrano di Soragna e da lui discendono gli attuali esponenti della famiglia; Guido I, II e III furono signori prima di Ugolotto |